# Иранска планинска земя
Иранската планинска земя (съкр. ИПЗ) на персийски: سهند, на азербайджански: Səhənd) е най-източната, най-голямата и най-високата от трите големи Предноазиатски планински земи. Около 2/3 от нея се намира на територията на Иран, а останалата 1/3 (периферните части) се разполагат на териториите на Ирак (югозападните части), Туркменистан (северните), Афганистан (източните) и Пакистан (югоизточните).

## Граници, големина
Общата площ на ИПЗ е около 2,7 млн. km². Дължина от запад на изток около 2500 km, а от север на юг – около 1500 km. На север ИПЗ е ограничена от Туранската и Южнокаспийската низини, на изток – от Индо-Гангската низина, на юг – от приморската пустиня Гермсир, а на югозапад – от Месопотамската низина. На северозапад ИПЗ се свързва с Арменската планинска земя, а на североизток – с планинската система на Памир.

## Природа

### Геоложки строеж, релеф
ИПЗ се характеризира със сложен релеф, в който се наблюдава редуване на нагънати и нагънато-блокови планински земи и акумулативни равнини в междупланинските депресии. Перифериите на ИПЗ са разположени на територии обхванати от Алпийската орогенеза, изпитват съвременно издигане и се характеризират с повишена сеизмичност. Между зоните на интензивното издигане са заключени участъци с нагънати структури с много по-древна възраст.
Вътрешните райони на ИПЗ са ясно ограничени от дъгите на периферните планини. В северната дъга са разположени планините Алборз с вулкана Дамаванд (5604 m), Туркмено-хорасанските планини (вр. Кенезошк 3314 m), Паропамиз (4565 m) и Хиндукуш (вр. Тиричмир 7690 m). Южната и югозападната дъги включват планините Загрос (вр. Зердкух 4548 m) и няколко хребета в Мекранските планини. В източните части на ИПЗ са разположени планините Киртхар (2171 m) и Сюлеймановите (вр. Заргун 3578 m), хребетите Спингар (вр. Сикарам 4745 m) и Хиндурадж (6872 m). Във вътрешността на планинската земя са разположени няколко планински системи – Кухруд (вр. Лалезар 4374 m), Кухбенан (вр. Секондж 3993 m), Средноафганските планини (4951 m) и др. Всички те се редуват с плата Серхед (вр. Тефтан 4042 m), Газни-Кандагарско и др. и широки междупланински безотточни падини – Деще Кевир, Деще Лут, Джазмурианска, Систанска, Машкьол и др. Междупланинските падини са запълнени с мощни пластове от рахкав отломъчен материал, изнесен от околните планини. В най-ниските части на депресиите в резултат на засушаването широко са разпространени дебели слоеве от сол и гипс, останали на мястото на по-рано съществували езера.

### Климат
Климатът на ИПЗ е сух континентален, субтропичен (с горещо лято и сравнително студена зима) на север и тропичен (с горещо лято и топла зима) на юг. Преобладават аридните условия с незначителна годишна сума на валежите от 50 до 150 mm. Добро овлажнение имат само северните склонове на планината Алборз (до 2000 mm) и югоизточните склонове на Сюлеймановите планини и техните северни продължения (до 1000 mm).

### Води
В ИПЗ преобладават късите, сравнително маловодни планински реки, стичащи се предимно във вътрешните безотточни падини. Най-големите от тях са Карун, Хелманд, Херируд. Речните води широко се използват за напояване. Във вътрешните падини са разположени множество, предимно солени езера Урмия (Резайе), Дерячейе Немек и др.

### Почви, растителност, животински свят
Растителността в ИПЗ е предимно пустинна и сухостепна развита върху сиви почви. В междупланинските падини са разположени няколко големи пустини: солончаковата Деще Кевир, пясъчните Деще Лут и Регистан, пясъчно-глинестата Дащи Марго. Степите, под които са развити канелени почви, заемат предимно склоновете на планините и вътрешните планински участъци. Широколистни гори върху планински кафяви горски почви са развити по северните склонове на Алборз и западните склонове на Загрос. По източните склонове на Сюлеймановите планини и хребета Киртхар са разпространени планинско-саванни ландшафти, редки субтропични гори с участието на хималайски кедър и елементи на тропическата флора. В животинския свят преобладават гризачите и влечугите. Широко са разпространени отровни вредни насекоми, паякообразни (тарантула, каракурт, скорпион), а по бреговете на езерата зимуват много видове прелетни птици.